# Urvana taiwana
Urvana taiwana är en insektsart som beskrevs av Irena Dworakowska 1993. Urvana taiwana ingår i släktet Urvana och familjen dvärgstritar.
Artens utbredningsområde är Taiwan. Inga underarter finns listade i Catalogue of Life.